# Johannes de Doper (Donatello)
Johannes de Doper (Italiaans: San Giovanni Battista) is een houten beeld van Donatello uit 1438. Het wordt bewaard in de Basilica di Santa Maria Gloriosa dei Frari in Venetië waar het is opgenomen in een altaarstuk.

## Geschiedenis
Johannes de Doper is het enige werk van Donatello in Venetië. Waarschijnlijk is het gemaakt in opdracht van een Florentijnse broederschap voor de kapel in de Frari die gewijd is aan Johannes de Doper (ook de beschermheilige van Florence zelf). 
Tijdens een restauratie in 1973 werd niet alleen de verloren gegane polychromie aan het licht gebracht, maar ook de naam van de kunstenaar en het jaartal 1438 op de basis. Het beeld komt daarmee uit de periode van Donatello’s grote klassieke bronzen beelden, zoals de David en de Amorino-Attis. Het opvallende verschil met deze werken kan verklaren waarom het beeld voorheen later gedateerd werd, in de periode dat Donatello werkzaam was in Padua of in de laatste fase van zijn loopbaan (rond 1453-1455) toen hij een vergelijkbaar werk maakte (Maria Magdalena). De vroegere datering bewijst dat de kunstenaar een opmerkelijke veelheid aan stijlen en beeldhouwtechnieken beheerste en gelijktijdig gebruikte.

## Voorstelling
In de Frari is het beeld van Johannes te zien in een kapel rechts van het hoofdaltaar. Het is geplaatst in een groot altaarstuk waar het wordt geflankeerd door twee middelmatige beelden van een onbekende kunstenaar.
Het beeld wordt gekenmerkt door zijn expressieve uitdrukking en strenge monumentaliteit. Johannes is gehuld in een gewaad van dromedarissenhuiden. Hij heeft opgetrokken wenkbrauwen en met een oog kijkt hij scheel. Hij doet met zijn rechterbeen een stap naar voren. Zijn linkerhand, gedeeltelijk bedekt door een gouden mantel, houdt een boekrol vast. Hierop is het begin te zien van de zin die Johannes uitsprak bij het zien van Christus: Ecce Agnus Dei (Zie het Lam Gods). Met zijn opgeheven rechterhand lijkt hij de aandacht van de kijker te willen trekken. Omdat hij zijn mond geopend heeft, ontstaat de indruk dat hij een preek houdt.
Donatello heeft meermaals een beeld van een asceet gemaakt. Het bekendste voorbeeld is zijn monumentale Maria Magdalena in het Museo dell'Opera del Duomo in Florence. Op ongeveer zeventigjarige leeftijd, maakte de kunstenaar voor de kathedraal van Siena een bronzen beeld van Johannes de Doper. Dit kunstwerk, dat een grote dramatiek laat zien, heeft belangrijke kenmerken van de laatste fase van Donatello's loopbaan.

## Afbeeldingen

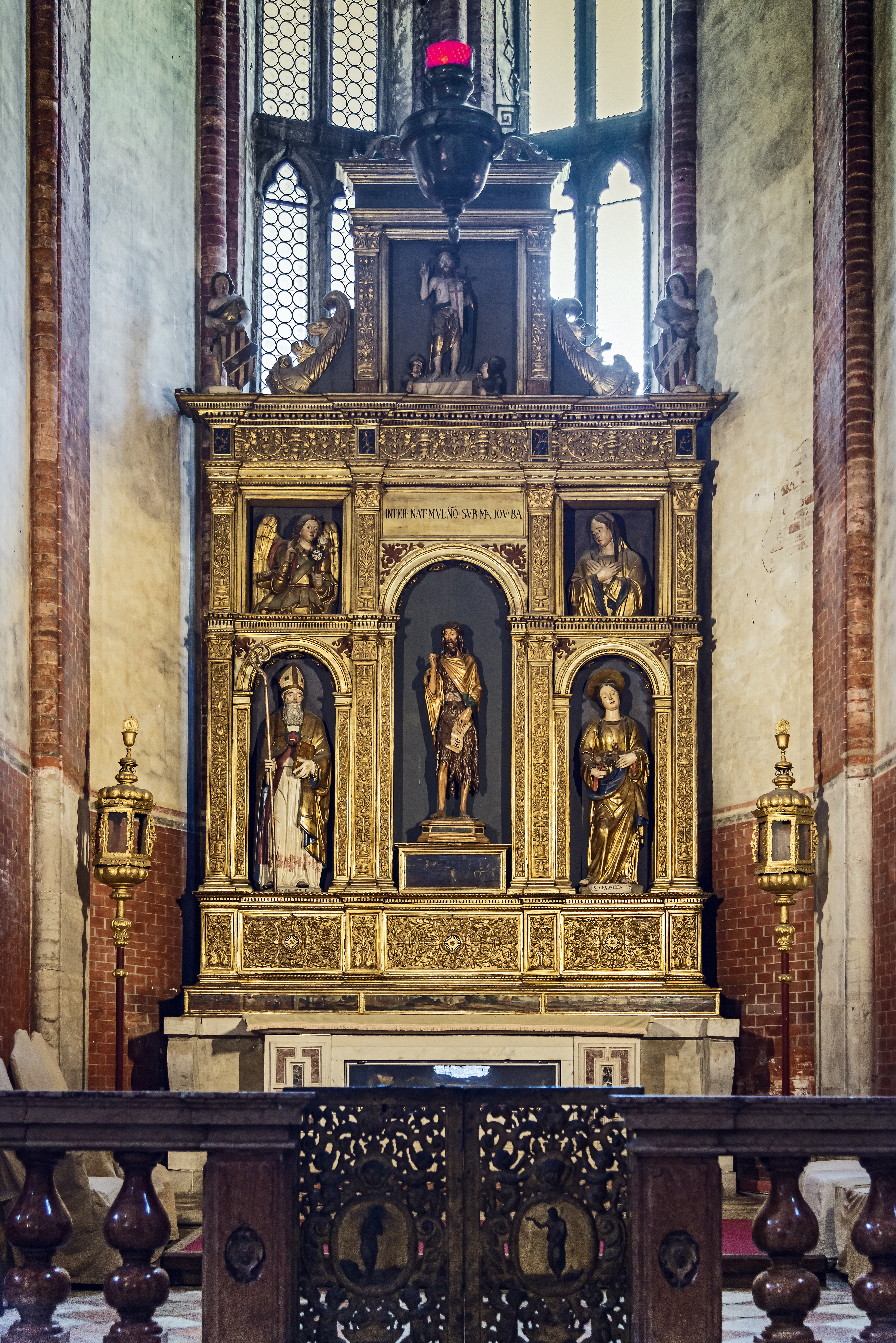
Het altaarstuk met Johannes de Doper
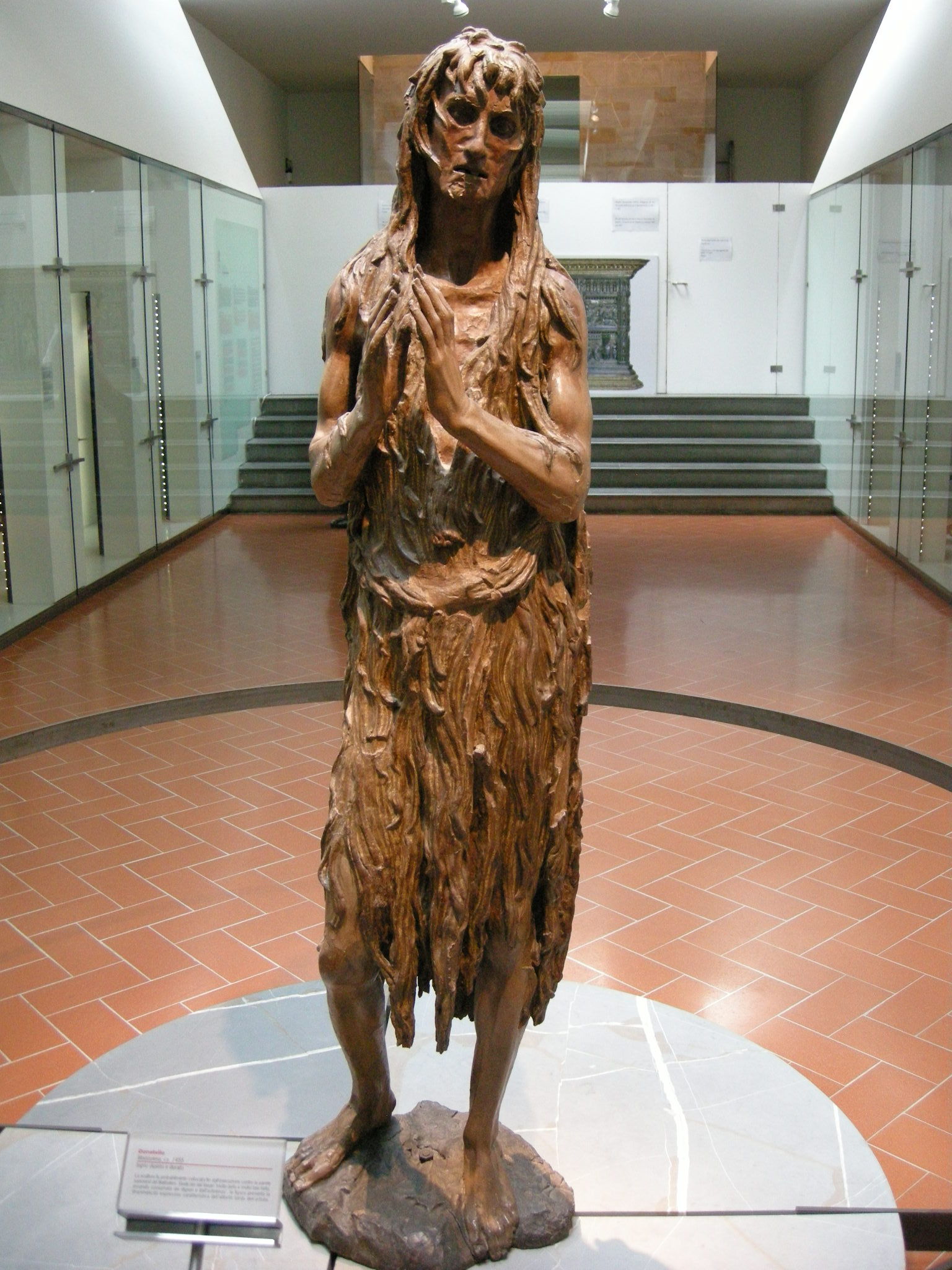
Maria Magdalena
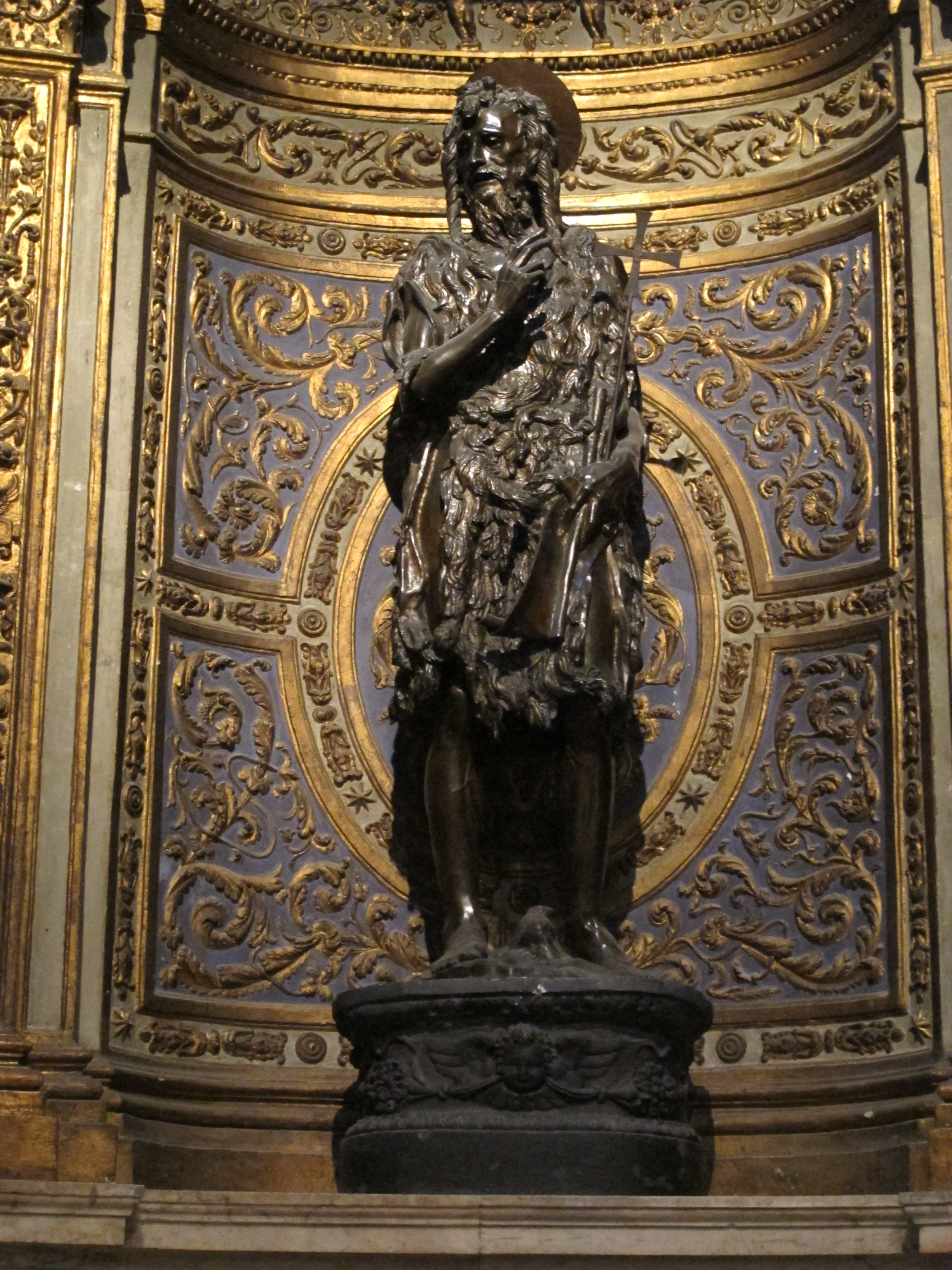
Johannes de Doper (Siena)